# Коньоколи-Монтикки
Коньоколи-Монтикки (фр. Cognocoli-Monticchi, корс. Cugnocolu è Muntichji) — коммуна во Франции, находится в регионе Корсика. Департамент коммуны — Южная Корсика. Входит в состав кантона Тараво-Орнано. Округ коммуны — Аяччо.
Код INSEE коммуны — 2A091.

## Население
Население коммуны на 2008 год составляло 186 человек.
| 1962 | 1968 | 1975 | 1982 | 1990 | 1999 | 2008 |
| ---- | ---- | ---- | ---- | ---- | ---- | ---- |
| 148  | 131  | 143  | 143  | 173  | 164  | 186  |

## Экономика
В 2007 году среди 109 человек в трудоспособном возрасте (15—64 лет) 63 были экономически активными, 46 — неактивными (показатель активности — 57,8 %, в 1999 году было 61,4 %). Из 63 активных работало 55 человек (33 мужчины и 22 женщины), безработных было 8 (2 мужчины и 6 женщин). Среди 46 неактивных 10 человек были учениками или студентами, 21 — пенсионерами, 15 были неактивными по другим причинам.
В 2008 году в коммуне насчитывалось 77 облагаемых налогом домохозяйств, в которых проживали 148 человек, медиана доходов составляла 14 068 евро на одного человека.